# Saab 29 Tunnan
Сааб 29 «Туннан» (швед. Saab 29 Tunnan, flygande tunnan — летающая бочка) — второй шведский реактивный истребитель (первый — Saab 21R). Разработан компанией Saab AB. Совершил первый полёт 1 сентября 1948 года. Серийно производился в 1950—1956 годах (построена 661 машина). Состоял на вооружении ВВС Швеции с 1950 года, эксплуатация истребительных модификаций завершена в 1965 году, других — несколько позже.
«Туннан» использовался во время миротворческой операции ООН в Конго в начале 1960-х годов и остаётся единственным шведским реактивным самолётом, участвовавшим в боевых действиях. Поставлялся на экспорт в Австрию.
Использовался в шпионских полетах над территорией СССР в конце 50-х годов..

## Состоял на вооружении
Швеция
- ВВС Швеции: авиакрылья F 3 — F 4, F 6 — F 13, F 15 — F 16, F 21.

 Австрия
- ВВС Австрии: 1. JaBoStaffel, 2. JaBoStaffel.

 ООН Войска миссии ООН в Конго
- части ВВС Швеции в составе миссии ООН: F 22 Congo.

## Тактико-технические характеристики

### Технические характеристики
- Экипаж: 1 человек
- Длина: 11,00 м
- Размах крыла: 10,23 м
- Высота: 3,75 м
- Площадь крыла: 24,15 м²
- Масса пустого: 6845 кг
- Масса максимальная взлётная: 8375 кг
- Двигатель: Вольво Аэро RM2B (1×27 кН) (Svenska Flygmotor RM2B)

### Лётные характеристики
- Максимальная скорость: 1020 км/ч
- Дальность полёта: 1100 км
- Скороподъёмность: 30,1 м/с (1626 м/мин)

### Вооружение
- Пушки: 4×20 мм
- НАР (75, 145, 150, 180 мм)
- УР «воздух—воздух» Rb.24